# Mégrit
Mégrit (tiếng Breton: Megrid) là một xã của tỉnh Côtes-d’Armor, thuộc vùng Bretagne, tây bắc Pháp.

## Dân số
Người dân ở Mégrit được gọi là Mégritiens.